# Municipio de Beaver (condado de Guthrie)
El municipio de Beaver (en inglés: Beaver Township) es un municipio ubicado en el condado de Guthrie en el estado estadounidense de Iowa. En el año 2010 tenía una población de 599 habitantes y una densidad poblacional de 5,65 personas por km².

## Geografía
El municipio de Beaver se encuentra ubicado en las coordenadas 41°33′21″N 94°25′12″O / 41.55583, -94.42000. Según la Oficina del Censo de los Estados Unidos, el municipio tiene una superficie total de 106.03 km², de la cual 106,03 km² corresponden a tierra firme y (0 %) 0 km² es agua.

## Demografía
Según el censo de 2010, había 599 personas residiendo en el municipio de Beaver. La densidad de población era de 5,65 hab./km². De los 599 habitantes, el municipio de Beaver estaba compuesto por el 97,66 % blancos, el 0,17 % eran afroamericanos, el 0,67 % eran asiáticos, el 0,33 % eran de otras razas y el 1,17 % eran de una mezcla de razas. Del total de la población el 1 % eran hispanos o latinos de cualquier raza.